# Narciso Martínez Izquierdo
Narciso Martínez Izquierdo (Rueda de la Sierra, 29 de octubre de 1830-Madrid, 19 de abril de 1886), fue el primer obispo de la diócesis de Madrid-Alcalá y murió asesinado por el cura Cayetano Galeote.

## Biografía
Hijo de padres labradores, estudió en el Colegio de Molina de Aragón y en el Seminario Conciliar de Sigüenza, finalizando sus estudios como doctor en Teología por la Universidad de Madrid. Durante sus estudios desempeñó una Cátedra en Sigüenza de Lengua Griega, donde más tarde fue catedrático de Religión y encargado de la Biblioteca. Ordenado sacerdote el 1 de abril de 1857 en Segorbe (Castellón), en la iglesia de las religiosas descalzas de San Martín; fue primero canónigo en la catedral de Sigüenza y después arcediano de la Catedral de Granada. En 1871 es elegido diputado a las cortes por su circunscripción natal, la de Molina de Aragón, donde se adscribe al grupo carlista. Excelente orador, durante la I República el presidente Castelar le presenta para obispo de Salamanca, recibiendo la ordenación episcopal el 31 de enero de 1874. En 1876 es elegido senador por su provincia natal, y desde 1877 lo es por Valladolid, siendo reelegido en 1881. Presenta su renuncia en 1882 en protesta por la aprobación de la primera Ley de Matrimonio Civil española, introducida por el presidente liberal Sagasta.

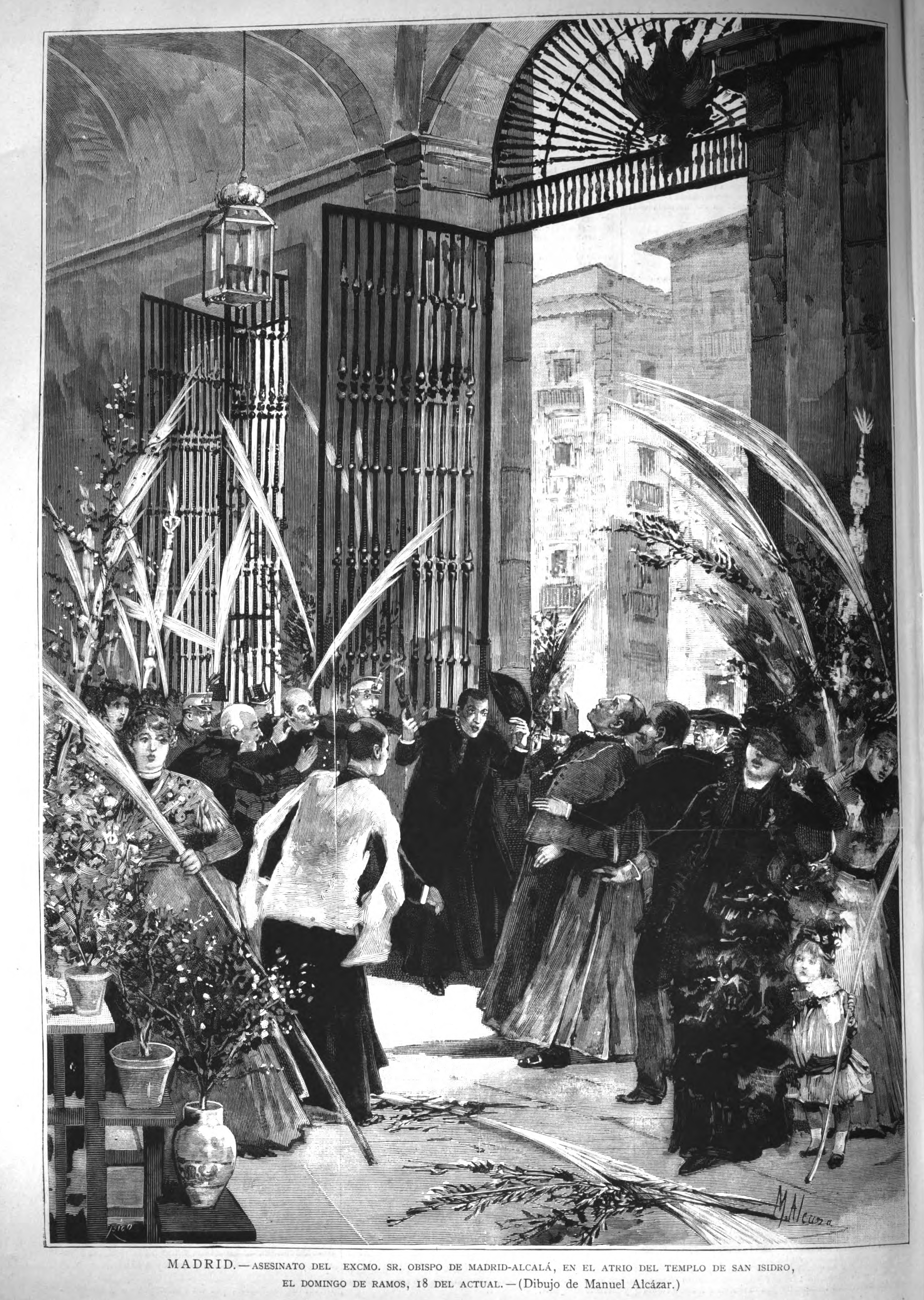
Asesinato de Martínez Izquierdo el 18 de abril de 1886 a la entrada de la colegiata de San Isidro (por entonces catedral)

Su prestigio permitió que el 9 de marzo de 1885 fuera propuesto para primer obispo de la recién creada diócesis de Madrid-Alcalá, que había sido erigida ese mismo año por bula de León XIII. Tomó posesión de la misma el 2 de agosto del mismo año en la colegiata de San Isidro, también recién consagrada como catedral provisional de la nueva diócesis. Enseguida hubo de enfrentarse, con entrega, valentía y generosidad, a combatir la epidemia de cólera (la gran epidemia de 1885, que dejó decenas de miles de muertos por toda la península), y que hacía poco más de un mes se había declarado oficialmente en Madrid. El 25 de noviembre asiste en su lecho de muerte al rey Alfonso XII.

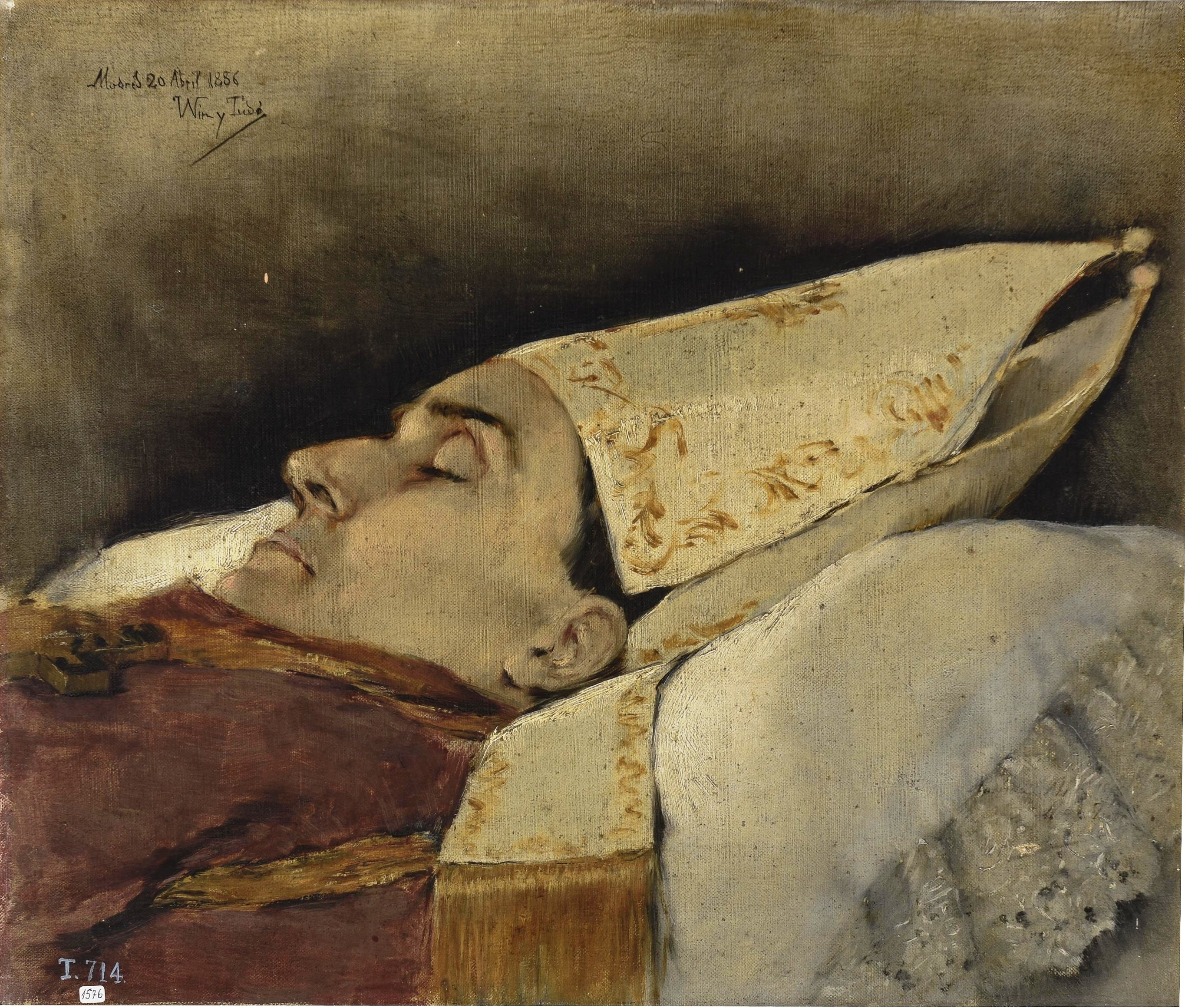
Retrato mortuorio del obispo Narciso Martínez Izquierdo, por José Nin y Tudó. 1886. (Museo del Prado, Madrid).

Firme y austero, el prelado comenzó a tomar medidas para poner orden en las muy relajadas costumbres del clero local, lo que le granjeó numerosos enemigos. Pero, aparte de dar inicio al boletín oficial diocesano, no tuvo tiempo para crear las instituciones propias de una diócesis, que es la tarea que se le había confiado. El 18 de abril de 1886, Domingo de Ramos, por la mañana, cuando subía por las escalinatas de la catedral de San Isidro para celebrar la misa, Narciso Martínez Izquierdo caía abatido por tres disparos de pistola del sacerdote Cayetano Galeote, una de las víctimas de su política de reformas del clero. Mortalmente herido, falleció en su casa al día siguiente, 19 de abril, por la tarde. Su obispado apenas había durado ocho meses y medio. 
El consistorio madrileño le dedicó una calle en el barrio de la Guindalera, en el actual distrito de Salamanca, a continuación de la calle Juan Bravo.

## Obras sobre él
- Rodríguez de Coro, Francisco, Martínez Izquierdo: Diputado, Senador y primer Obispo de Madrid-Alcalá (1830-1886): viaje a la España sorprendente del siglo XIX, Madrid, Edibesa, 2016, 1ª, 984 pp. ISBN: 978-84-15915-70-6. Prólogo de Ricardo Blázquez.